# Bleacher Report
Bleacher Report (często skracane jako B/R) – amerykański anglojęzyczny portal internetowy o tematyce sportowej z siedzibą w San Francisco, założony w 2005 roku, będący spółką zależną od Time Warner.

## Historia
Strona internetowa Bleacher Report została założona w 2005 roku przez grupę znajomych, którym nie podobał się sposób, w jaki lokalne media relacjonowanowały wiadomości na temat ich ulubionych drużyn sportowych. Do tej grupy należeli Bryan Goldberg, Zander Freund, Dave Finocchio i Dave Nemetz. Ich celem było zachęcanie sportowych ekspertów, aby dzielili się swoimi opiniami i analizami na ich stronie. Do września 2007 roku strona była tak popularna, że jej założyciele poświęcili się jej rozwojowi i porzucili swoje dotychczasowe prace. Wkrótce portal nawiązał współpracę z popularniejszymi mediami, jak Fox i CBS Sports, które zaczęły publikować treści Bleacher Report. Portal został oficjalnie zarejestrowany jako przedsiębiorstwo w 2008 roku. W 2012 roku portal został wykupiony przez Time Warner. W marcu 2018 roku w powiązaniu z portalem został założony portal streamingowy B/R Live, który oferował relacje na żywo z wydarzeń sportowych organizowanych między innymi przez NBA, UEFA, PGA, NCAA, NLL.

## Siedziba
Adres siedziby Bleacher Report to 153 Kearny St., piętro 2, San Francisco, Kalifornia, 94108, Stany Zjednoczone